# Aleksandr Osipovič Drankov
Aleksandr Osipovič Drankov, (in russo Александр Осипович Дранков?), (Feodosija, 18 gennaio 1886 – San Francisco, 3 gennaio 1949), è stato un fotografo, regista e produttore cinematografico russo.
Fu uno dei pionieri della cinematografia russa antecedente alla rivoluzione.

## Biografia

### Inizi
Nato nel 1886 a Feodosija, in Crimea, in una famiglia ebrea della media borghesia, agli inizi del Novecento acquistò una scuola di ballo a Sebastopoli, la quale provvedeva i pasti a tutta la famiglia. Più tardi, si interessò alla fotografia e presto divenne un professionista in questo campo. Drankov si trasferì a San Pietroburgo, dove divenne famoso grazie al suo talento fotografico e fu premiato col titolo di Fornitore della Reale Corte di Sua Altezza Imperiale per le sue fotografie di qualità di Nicola II di Russia.
Inoltre, Drankov fece in modo di eseguire lavori fotografici a prezzi più economici ed aprì una catena di non meno di 50 studi, dove venivano scattate fotografie con l'aiuto di luce elettrica amplificata, la quale permetteva di ridurre il costo dell'intero processo fotografico. Successivamente Drankov divenne fotografo reporter per il Times e per il parigino L'Illustration, ottenendo un accreditamento giornalistico alla Duma di Stato.

### Ascesa
Nel 1907 Aleksandr Drankov decise di iniziare il suo business cinematografico.
Aprì così i cosiddetti "A. Drankov Studio" (Ателье А. Дранкова), che si trasformarono presto in una società per azioni, la "A. Drankov & Co". Drankov ed il suo team iniziarono a filmare cinegiornali, essendo lui ed il suo cameraman abituali frequentatori di ogni maggior evento sia a San Pietroburgo che a Mosca, fino alla Rivoluzione d'ottobre del 1917.
Inoltre, iniziò a filmare cortometraggi come Boris Godunov. Questo pezzo non fu mai finito, anche se alcuni materiali filmati per questo film furono mostrati nei cinema nello stesso anno (1907), col titolo di Scenes from a Boyar Life (Scene da una vita borghese). Il primissimo film di Drankov, su Lev Tolstoj, (1908) fu un sensazionale successo. Dopo aver fallito nell'ottenere il permesso dello scrittore di filmarlo, Drankov si nascose con una cinepresa in una dépendance di legno nel giardino della proprietà di Tolstoj e riprese attraverso una piccola finestra ornamentale lo scrittore mentre passeggiava.

### Prime produzioni
La prima produzione cinematografica di Drankov fu proiettata nei teatri cinematografici col nome di Ponizovaja vol'nica (Понизовая вольница, La punizione dei libertini, conosciuto anche come Stenka Razin). La prima rappresentazione ebbe luogo il 15 ottobre del 1908. Per la prima volta nelle sale cinematografiche russe, la visione del film fu accompagnata dalla colonna sonora, registrata su fonografo, scritta dal compositore Michail Michajlovič Ippolitov-Ivanov per l'eponima opera di Vasilij Michajlovič Gončarov che avrebbe preso luogo all'"Aquarium Theatre".
Il rilascio di questo film fu anche il primo caso di infrazione di copyright da parte di un regista nella storia russa: Drankov non firmò mai un contratto formale con lo scrittore dell'opera, né con il compositore.
Il film successivo di Drankov fu la prima commedia russa, L'attendente zelante (Userdnyj denščik, Усердный денщик), ancora nel 1908). Allo stesso tempo, Drankov cominciò ad utilizzare nuovi tipi di pubblicità cinematografica, tramite la pubblicazione di cartoline che mostravano istantanee prese dal film e mettendo queste ultime anche su poster, cosa che non era mai stata fatta prima.

### Rivalità con Chanžonkov
Con l'esordio dell'attività di Aleksandr Alekseevič Chanžonkov nell'industria cinematografica, Drankov divenne abbastanza instabile. Subito dopo aver fatto conoscenza con Chanžonkov e aver realizzato i suoi piani per produrre un film chiamato Pesn' pro kupca Kalašnikova, Drankov decise di sabotare la distribuzione di questo film, realizzando un film eponimo preventivo che deliberatamente fu un fallimento al botteghino. Quando Chanžonkov scoprì le intenzioni di Drankov, velocizzò la produzione del suo film e quindi fece in modo di rilasciarlo prima che Drankov fosse capace di finire il suo film competitivo. Dopo questo incidente, la rivalità tra Chanžonkov e Drankov presto divenne una dei principali intrighi nella vita cinematografica russa, ed occasionalmente portò alla pubblicazione di film quasi identici, ad esempio Vocarenie Doma Romanovych (Воцарение Дома Романовых) (1913; prodotto da Chanžonkov) e Trëchsotletie carstvovanija doma Romanovych (Трёхсотлетие царствования дома Романовых) (1913; prodotto da Drankov).

### Rivoluzione russa
Aleksandr Drankov fu il primo in Russia ad iniziare delle serie di film gialli, che solo recentemente avevano iniziato ad affascinare la Francia. Il suo film in serie, chiamato Son'ka - Zolotaja Ručka (1914-1915) fu un successo senza precedenti in Russia. Nel 1917, Drankov tentò di creare un marchio per gli eventi rivoluzionari russi rilasciando alcuni film "rivoluzionari", come Georgij Gapon e Babuška russkoj revolucii (entrambi del 1917), ma dopo la rivoluzione d'ottobre decise di lasciare San Pietroburgo.
Di questo periodo della vita di Drankov si hanno notizie da fonti contraddittorie da parte dei suoi conoscenti. Inizialmente provò ad aver profitto rivendendo gioielleria a Kiev, successivamente si spostò a Jalta ed iniziò a filmare film pornografici. Nel novembre del 1920 emigrò a Costantinopoli, dove si guadagnò da vivere sia organizzando battaglie di scarafaggi (secondo una fonte), sia nella distribuzione cinematografica che nella manutenzione di un parco dei divertimenti, secondo un'altra fonte.

### Negli Stati Uniti e morte
Nel 1922 Drankov si trasferì negli Stati Uniti d'America, dove avrebbe comprato un proiettore cinematografico mobile e mostrato film agli immigrati russi.
Nel 1927 fece un tentativo per tornare al suo business cinematografico, ma le sue intenzioni di riprendere un film su una relazione amorosa tra Nicola II e la ballerina Mathilde Kschessinska si trasformò in un fallimento.
Dopo il suo tentativo inconcludente di farsi largo ad Hollywood, Aleksandr Drankov aprì un caffè a Venice, Los Angeles (California), ma presto si spostò a San Francisco, dove lavorò nella sua compagnia fotografica fino alla morte, avvenuta nel 1949. È sepolto nella città di Colma (California).

## Filmografia

### Regista
- Il matrimonio di Krečinskij (Свадьба Кречинского), (1908)
- Bol'šoj čelovek (Большой человек), (1908)
- Taras Bul'ba (Тарас Бульба) (1909)